# 周斌 (明朝官员)
周斌（1418年—？），字國用，直隸永平府昌黎縣人。明朝政治人物。

## 生平
景泰元年（1450年）庚午科順天府鄉試第五十三名。景泰二年（1451年）聯捷進士，為監察御史。因彈劾曹吉祥、石亨，降為江陰知縣，有善政。天順七年，升爲開封府知府，有政績。隨後再升廣東右布政使，在赴任時開封百姓涕泣追送。